# Franz-Maria Sonner

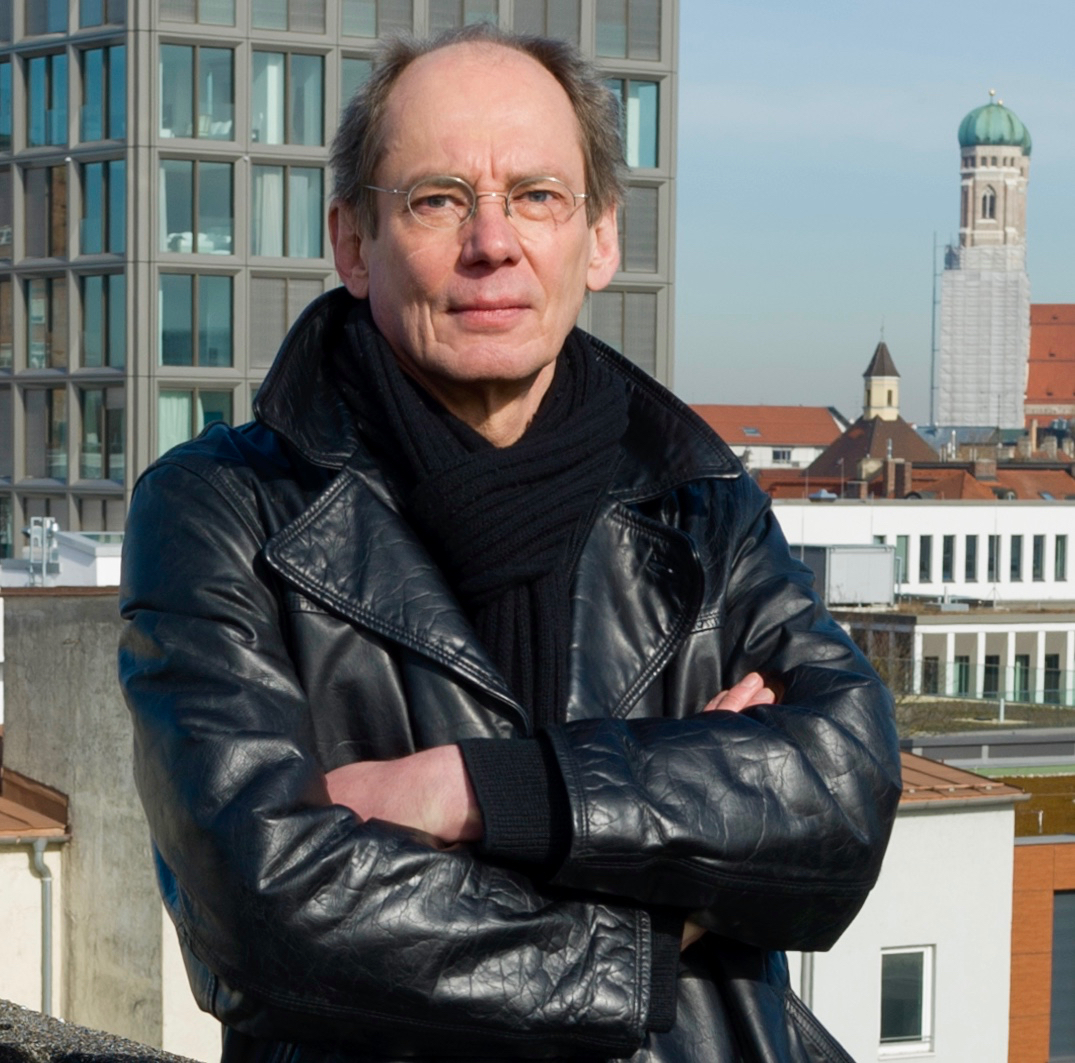
Franz-Maria Sonner

Franz-Maria Sonner (* 1953 in Tutzing; als Pseudonym Max Bronski) ist ein deutscher Schriftsteller.

## Leben
Franz-Maria Sonner wuchs in München auf. Er studierte Soziologie (Dipl.Soz.) und Neuere Deutsche Literatur (Dr. phil.) an der Ludwig-Maximilians-Universität München. Sonner ist Produzent und Herausgeber von elektronischen Medien und Hörbüchern, er schreibt Hörspiele und Romane. Seit 2006 ist er unter dem Pseudonym Max Bronski Autor von Kriminalromanen. Bekannt geworden ist die Reihe um den Münchner Antiquitätenhändler Gossec. Der Autor lebt in München.

## Werke

### Als Franz-Maria Sonner
- Ethik und Körperbeherrschung, Westdeutscher Verlag, Opladen 1984, ISBN 978-3-322-83949-7
- Als die Beatles Rudi Dutschke erschossen, Kunstmann, München 1996, ISBN 978-3-88897-175-4
- Kakapo, Kunstmann, München 1998, ISBN 978-3-88897-195-2
- Die Bibliothek des Attentäters, Kunstmann, München 2001, ISBN 978-3-88897-278-2
- Das gute Leben, Kunstmann, München 2005, ISBN 978-3-88897-408-3
- Hg. für: Werktätiger sucht üppige Partnerin, Kunstmann, München 2006, ISBN 978-3-88897-393-2
- Gregor Mendel begegnet dem Schicksal, Edition Nautilus, Hamburg 2024, ISBN 978-3-96054-372-5

### Als Max Bronski
- Sister Sox, Kunstmann, München 2006, ISBN 978-3-88897-425-0
- München Blues, Kunstmann, München 2007, ISBN 978-3-88897-463-2
- Schampanninger, Kunstmann, München 2008, ISBN 978-3-88897-523-3
- Nackige Engel, Kunstmann, München 2010, ISBN 978-3-88897-644-5
- Der Tod bin ich, Kunstmann, München 2013, ISBN 978-3-88897-778-7
- Mad Dog Boogie, Kunstmann, München 2016, ISBN 978-3-95614-056-3
- Der Pygmäe von Obergiesing, Kunstmann, München 2016, ISBN 978-3-95614-124-9
- Oskar, Droemer Knaur, München 2017, ISBN 978-3-426-30610-9
- Schneekönig, Droemer Knaur, München 2018, ISBN 978-3-426-30611-6
- Jaguar, Droemer Knaur, München 2020, ISBN 978-3-426-30612-3
- Halder, Edition Nautilus, Hamburg 2021, ISBN 978-3-960-54264-3
- Urs der Berserker, Edition Nautilus, Hamburg 2023, ISBN 978-3-960-54315-2
- Die Josephsbrüder, Edition Nautilus, Hamburg 2025, ISBN 978-3-96054-471-5

### In der Max Bronski Band
- München Blues, BSC Music, München 2018, CD-Nr. 307.0212.2

## Ehrungen
- Adolf-Grimme-Preis 1972: Ehrende Anerkennung für Moderation und Redaktion der Fernsehsendung „Bildstörung“
- Prix Möbius International 1995: Spezialpreis der Jury für die CD-Rom „Weiße Rose“
- Comenius Medaille 2000 für die CD-Rom „Panorama der deutschen Literatur – Romantik“
- Comenius Medaille 2003 für die CD-Rom „Panorama der deutschen Literatur – Zeitgenössische Literatur“
- 2002/2003 Werkstipendium des Deutschen Literaturfonds für ein Romanprojekt
- 2014/2015 Werkstipendium des Deutschen Literaturfonds für ein Romanprojekt
- 2016 Arbeitsstipendium der Stadt München für ein Romanprojekt[4]
- 2019 Friedrich-Glauser-Preis für den Roman „Oskar“
- 2023 Radio-Bremen-Krimipreis